# Tesouro
Tesouro là một đô thị thuộc bang Mato Grosso, Brasil. Đô thị này có diện tích 4017,269 km², dân số năm 2007 là 3116 người, mật độ 0,78 người/km².